# Nagarjun
Nagarjun conocido también como Janakavi (Yatri, Baba Nagarjun, Vaidya Nath Mishra; Satlakha, Distrito de Madhubani, 30 de junio de 1911-Khwaja Sarai, Distrito de Darbhanga, 5 de noviembre de 1998) fue un poeta indio.

## Biografía
Se quedó huérfano a los tres años y lo criaron unos familiares. Estudió sánscrito, pali y prácrito en su localidad natal, Benarés y Calcuta. Se casó  con Aparajita Devi y tuvieron seis hijos.
Durante un tiempo fue profesor en Saharanpur (Uttar Pradesh), pero por su interés por el budismo ingresó en el monasterio de Kelaniya en Sri Lanka, ordenándose monje en 1935 adoptando el nombre de "Nagarjun". En este tiempo se interesó también por el leninismo y el marxismo y al volver a la India en 1938 entró en la "Escuela Política de Verano" organizada por el dirigente campesino Sahajanand Saraswati  fundador de Kisan Sabha.
Jugó un papel importante en el movimiento Jayaprakash Narayan y pasó once meses en la cárcel
Publicó en varias revistas y varias novelas. Entre sus temáticas, destaca su visualización de la lucha de las castas bajas contra las castas altas en Bihar.

## Libros

### Poesía
- Yugdharao
- Kal aur Aaaj
- Satrange Pankhon Wali
- Talab ki Machhliyan
- Khichri Viplava Dekha Humne
- Hazar Hazar Bahon Wali
- Purani Juliyon Ka Coras
- Tumne Kaha Tha
- Akhir Aisa Kya Kah Diya Maine
- Is Gubare Ki Chhaya Mein
- Yeh Danturit Muskaan
- Mein Militri Ka Boodha Ghoda
- Ratnagarbha
- Aise bhi hum kya
- Bhool jao purane sapne
- Apne Khet Mein Chandana
- Fasal
- Akal aur Uske bad
- Harijan Gatha
- Badal ko ghirate Dekha hai
- Aaj main beej hoon

### Novelas
- Rati Nath Ki Chachi (1948)
- Balachnama (1952)
- Baba Bateshar Nath
- Himalaya ki betiya
- Nai Paudh
- Varun Ke Bete
- Dukh Mochan
- Ugratara
- Jamania Ka Baba
- Kumbhi Pak
- Paro and Asman Mein Chanda Tare.
- Abhinandan
- Imaratia
- Sita Usko
- Navturiya

### Ensayos
- Ant Hinam Kriyanam.
- Bum Bholenath
- Ayodhya ka raja